# Georgina Bardach
Georgina Bardach Martin (ur. 18 sierpnia 1983 w Córdobie) – argentyńska pływaczka specjalizująca się w stylu zmiennym, brązowa medalistka igrzysk olimpijskich (2004) i mistrzostw świata na krótkim basenie (2002).

## Kariera pływacka
W 2000 roku zadebiutowała na igrzyskach olimpijskich w Sydney. Na dystansie 400 m stylem zmiennym uzyskała czas 4:54,31 i zajęła 21. miejsce.
Dwa lata później z czasem 4:36,36 wywalczyła brązowy medal w konkurencji 400 m stylem zmiennym na mistrzostwach świata na krótkim basenie w Moskwie.
Podczas igrzysk panamerykańskich w Santo Domingo zwyciężyła na dystansie 400 m stylem zmiennym, uzyskując czas 4:43,40.
Na igrzyskach olimpijskich w Atenach w 2004 roku w konkurencji 400 m stylem zmiennym pobiła rekord Ameryki Południowej (4:37,51) i zdobyła brązowy medal. Startowała również na dystansie 200 m stylem zmiennym, gdzie zajęła 13. miejsce (2:15,73). Na 200 m stylem motylkowym nie zakwalifikowała się do półfinałów i z czasem 2:13,68 uplasowała się na 21. pozycji.
W 2007 roku w swojej koronnej konkurencji 400 m stylem zmiennym zdobyła brązowy medal na igrzyskach panamerykańskich w Rio de Janeiro.
Rok później, podczas igrzysk olimpijskich w Pekinie brała udział w wyścigach eliminacyjnych na dystansie 200 i 400 m stylem zmiennym. W konkurencji 400 m stylem zmiennym zajęła 36., a na dystansie dwukrotnie krótszym 37. miejsce.
Na igrzyskach olimpijskich w Londynie w 2012 roku uplasowała się na 34. miejscu na dystansie 400 m stylem zmiennym.